# Торнадо (мини-футбольный клуб)
«Торнадо» — мини-футбольный клуб из Кишинёва. Основан 29 сентября 2004 года. Является частью Спортивного клуба «Торнадо» (СК «Торнадо»), в котором помимо мини-футбола продвигаются пляжный футбол, бокс, шахматы и теннис.

## История
Первые два сезона своей истории «Торнадо» играл в Дивизии А, втором дивизионе в структуре молдавского мини-футбола. В сезоне 2005/06 кишинёвский клуб занял в ней второе место, что позволило ему пробиться в Национальную Дивизию.
В сезоне 2006/07 СК «Торнадо» был представлен в Чемпионате Молдавии двумя командами — СК «Торнадо» и СК «Торнадо-2». Первая команда выступала в Национальной Дивизии, а СК «Торнадо-2» — в Дивизии А. В этом же сезоне клуб выиграл свой первый трофей — Кубок Молдавии. Кишинёвцы повторили этот успех и сезоном позже.
В сезоне 2008/09 «Торнадо» впервые стал чемпионом Молдавии. Этот успех позволил ему дебютировать в Кубке УЕФА по мини-футболу 2009/10. В упорной борьбе молдаване сумели преодолеть стадию Предварительного раунда. Решающим оказался последний матч против хозяев турнира, болгарской «Варны», в котором «Торнадо» взял верх со счётом 4:3. Но на стадии Основного раунда кишинёвцы проиграли все матчи и завершили выступление в турнире.
В сезоне 2009/10 «Торнадо» вновь выиграл чемпионский титул, а также стал обладателем первого в истории Суперкубка Молдавии по мини-футболу.
В июле 2012 года у клуба возникли финансовые проблемы, но президент команды Эдуард Гупалюк не дал команде покинуть высший дивизион. Благодаря действиям президента в клуб начала инвестировать нефтедобывающая компания "ZavallyaOil"  из Катара. На летние трансферы катарские инвесторы выделили 1 млн $.

## Достижения
- Чемпион Молдавии по мини-футболу (2): 2008/09, 2009/10
- Обладатель Кубка Молдавии по мини-футболу (2): 2007, 2008
- Обладатель Суперкубка Молдавии по мини-футболу 2010